# Абанкор
Абанко́р — родовище урану на півдні Алжиру.
Родовище відкрите в 1958 році, а розвідане в 1968 — 74 роках.
Запаси уранової руди становлять 3,3 млн т (1982), при цьому вміст урану становить 0,29 %.